# Евсевий (Ильинский)
Архиепископ Евсевий (в миру Алексей Алексеевич Ильинский; 1809, Белгород — 12 [24] марта 1879, Тверь) — епископ Русской православной церкви, архиепископ Тверской и Кашинский.

## Биография
Родился в 1809 году в Белгороде Курской губернии в семье диакона.
Образование получил в Курской духовной семинарии, а затем в Киевской духовной академии.
8 декабря 1834 года пострижен в монашество. 1 января 1835 года рукоположён во иеродиакона, а 21 июля — во иеромонаха.
7 октября 1835 года удостоен звания магистра богословия и назначен бакалавром Киевской духовной академии.
30 марта 1839 года утверждён членом Санкт-Петербургского духовного цензурного комитета.
С 27 сентября 1839 года — ректор Киевской духовной семинарии, а 29 октября того же года возведён в сан архимандрита.
С 15 июля 1841 года — настоятель Киево-Выдубицкого монастыря.
С 31 декабря 1844 года — ректор Литовской духовной семинарии.
С 27 июня 1845 года — настоятель Виленского Свято-Духова монастыря.
4 декабря 1848 года назначен настоятелем Пожайского Успенского монастыря.
1 января 1849 года хиротонисан во епископа Ковенского, викария Литовской епархии.
С 29 марта 1851 года — епископ Подольский и Брацлавский.
1 марта 1858 года возведён в сан архиепископа Карталинского, экзарха Грузии, и назначен членом Святейшего синода.
Он жертвовал академическим библиотекам книги, несколько томов актов, изданных Кавказской археографической комиссией и пять экземпляров своих слов и речей.
16 декабря 1859 года избран почётным членом Географического общества, а в 1876 году — почётным членом Церковно-археологического общества и Киевской духовной академии.

По воспоминаниям С. Ю. Витте:
Будучи экзархом он держал себя совершенно недостойно. Так, напр., мне еще мальчику тогда случайно было известно, что он жил с одной девушкой, — эта девушка была племянницей моей няньки. Вообще, он вполне открыто вел жизнь совершенно не монашескую.
С 8 декабря 1877 года — архиепископ Тверской и Кашинский.
Преосвященный Евсевий совершал торжественные богослужения, производившие сильное впечатление на присутствовавших.
В Тифлисе архиепископ Евсевий совершил закладку трёхпрестольного православного храма Кавказской армии в память покорения Кавказа.
Скончался 12 марта 1879 года.

## Сочинения
- Поучения Евсевия, епископа Подольского и Брацлавского. СПб., 1854.
- Переводы из творений св. отцов и некоторые исторические сведения и исследования. Тверь, 1878.
- Слова и речи. СПб., 1864.
- Слова, поучения и речи. СПб., 1875.
- Собрание сочинений и переводов Евсевия, еп. Подольского. СПб., 1858—1859. 3 т.
  - I. Переводы из творений св. отцов.
  - II. Размышления и рассуждения.
  - III. Поучения.
- Слова и речи, архиеп. Карталинского и Кахетинского Евсевия, экзарха Грузии. Тифлис, 1866.
- Слова, поучения и речи синодального члена, высокопреосвященнейшего Евсевия, архиепископа-экзарха Грузии.  СПб., 1875.
- Переводы из творений святых отцов и сочинения синодального члена Евсевия, архиепископа Тверского и Кашинского 2-е изд., Тверь, 1875.
- Слова, 1850.
- Кто был первый митр. Киевский?. // «Маяк». 1843, т. 7; Киев, 1839.